# Microtea glochidiata
Microtea glochidiata är en tvåhjärtbladig växtart som beskrevs av Horace Bénédict Alfred Moquin-Tandon. Microtea glochidiata ingår i släktet Microtea och familjen Microteaceae. Inga underarter finns listade i Catalogue of Life.